# Benito Juárez, Jalpan
Benito Juárez är en ort i Mexiko.   Den ligger i kommunen Jalpan och delstaten Puebla, i den sydöstra delen av landet, 170 km nordost om huvudstaden Mexico City. Benito Juárez ligger 553 meter över havet och antalet invånare är 352.
Terrängen runt Benito Juárez är kuperad åt sydväst, men åt nordost är den platt. Benito Juárez ligger uppe på en höjd. Runt Benito Juárez är det tätbefolkat, med 276 invånare per kvadratkilometer. Närmaste större samhälle är Venustiano Carranza, 19,7 km öster om Benito Juárez. Omgivningarna runt Benito Juárez är en mosaik av jordbruksmark och naturlig växtlighet.